# Tomás Iglesias Pérez
Tomás Iglesias Pérez (Conil de la Frontera; 7 de octubre de 1949-Valencia; 9 de septiembre de 1996) fue un jurista, abogado laboralista y profesor universitario español. Antifranquista y aspirante a la alcaldía de Sevilla por el Partido del Trabajo de España (PTE), fue miembro del Consejo Consultivo de Andalucía (1994-1996) y cofundador de la Asociación Derecho y Democracia.

## Biografía
Nació en la localidad gaditana de Conil de la Frontera, tercero de los siete hijos de Tomás Iglesias Romero, veterinario, y Prudencia Pérez González-Linares. Allí transcurre su primera infancia hasta que marchó a Cádiz a estudiar en el seminario diocesano.
En 1969 se trasladó a Sevilla para cursar la carrera de Derecho, donde participó en movimientos en defensa de los intereses estudiantiles. Considerado «un jurista de izquierdas», se afilió al Partido del Trabajo de España en el año 1973, ocupando diferentes cargos organizativos, destacando siempre como persona muy activa en la defensa de los intereses de los trabajadores, en las luchas de los movimientos sociales y por el restablecimiento de las libertades y el régimen democrático, frente al franquismo, en España.
Representó al PTE en los organismos unitarios de la oposición democrática en Andalucía: Junta Democrática y Coordinación Democrática, formando parte de la comisión técnica encargada de redactar las bases del Estatuto de Autonomía, colaborando con el que fuera su primer presidente Plácido Fernández Viagas. 
Entre 1973 y 1975 publicó de forma periódica, con el seudónimo de Mario Díaz, artículos de opinión en El Correo de Andalucía que, en 1975, se recopilaron en el libro Apostando a la democracia. Con prólogo del director del diario, Federico Villagrán, los textos iban y ya firmados por Iglesias y el resto de autores: Isidoro Moreno, José Luis López, Manuel Ramón Alarcón y José Rodríguez de la Borbolla, que luego sería presidente de la Junta de Andalucía.
Fue candidato al Senado y al Congreso en las elecciones generales de 1977 y 1979 y encabezó una lista electoral en los primeros comicios municipales en Sevilla.
Abogado en ejercicio desde 1975, se dedicó fundamentalmente al derecho laboral, defendiendo ante los distintos tribunales e instancias a trabajadores de manera individual o colectiva. En la década de 1980 participó, como abogado de la acusación particular, en el caso Trebujena, que versaba sobre el asesinato de un joven por parte de un guardia civil en dicha localidad gaditana. Constitucionalista convencido, consiguió del alto tribunal, sentencias que constituyen hoy día patrimonio de doctrina jurídica. Tal es el caso de la admisión, en 1981 de su recurso de amparo contra los despidos radicalmente nulos cuando conculcan derechos y libertades fundamentales, sentando doctrina que luego ha sido ampliamente usada.[cita requerida]
Desde 1979 estuvo vinculado a la docencia en la Universidad de Sevilla, primero impartiendo clases-prácticas de Derecho del Trabajo en la Facultad de Derecho y más tarde como profesor asociado en la Facultad de Ciencias Económicas y Empresariales. 
En 1982 fue uno de los fundadores de la Asociación Derecho y Democracia, a cuya junta directiva perteneció ininterrumpidamente y de la que fue elegido presidente en más de un periodo. Se barajó su nombre para Defensor del Pueblo Andaluz y como candidato al Consejo General del Poder Judicial.[cita requerida] Fue nombrado miembro del Consejo Consultivo de Andalucía en 1994. Ese mismo año se le diagnosticó un cáncer linfático. En 1996 recibió, por parte de la Asociación Derecho y Democracia que el mismo fundó, el premio Plácido Fernández Viagas. Falleció el 9 de septiembre de 1996 en Valencia y recibió sepultura en el cementerio de San Fernando de Sevilla.
En 1999, tres años después de su deceso y a propuesta de Izquierda Unida, con unanimidad del Ayuntamiento sevillano, cuya alcaldesa era la popular Soledad Becerril, se le dedicó el nombre de una calle de la ciudad. Durante la etapa de Antonio Roldán (IU) al frente del Ayuntamiento de Conil de la Frontera, un instituto de dicha localidad lleva su nombre. El 24 de febrero de 2005 se instaló una placa conmemorativa. En 2016, en recuerdo de las dos décadas transcurridas desde su fallecimiento, se le realizó un homenaje en la Universidad de Sevilla.
Estuvo casado con Isabel Real y fue padre de la periodista y escritora María Iglesias y del artista plástico Tomás Iglesias.